# 霍瑄
霍瑄（?—?），字廷璧，陝西鳳翔縣人。明朝政治人物，官至工部侍郎。

## 生平
其由鄉試中舉，入國子監，授大同通判。正統十二年（1447年），因武進伯朱冕舉薦，擔任大同府知府。也先擁明英宗至城下，霍瑄與侍郎沈固出謁，叩馬號泣。當時蒙古軍露刃叱之，不為所動。之後寇數出沒大同、渾源，霍瑄則率百姓入城，并上奏請求發粟振。任期滿後，當地鎮巡諸臣乞留，詔加山西右參政，仍治大同府事。
明英宗復辟后，霍瑄拜為工部右侍郎。成化年間，屢次被言官彈劾，后命致仕，死於順天府。